# 稚野鳥子
稚野 鳥子（ちや とりこ、8月25日 - ）は、日本の漫画家。血液型はO型。代表作は『天国の花』、『クローバー』など。

## 来歴
1984年女子美術短期大学（現・女子美術大学短期大学部）卒業後、ホテルグループOLを経て、1987年に『ぶ〜け』（集英社）まんが家養成コース長編部門第2席。その後『ぶ〜け』1988年11月号に掲載された「半透明のトビラ」で漫画家デビュー。
『ぶ〜け』『コーラス』『Cocohana』（いずれも集英社）や『Kiss』（講談社） などで活動。
1997年から連載の『クローバー』は、ホテル会社に勤めるOLを主人公としており、自身の経験が反映された作品。同作連載中に利き手を痛め長期休載した。2014年11月1日、実写映画が公開された。
2014年9月から『Cocohana』にて「家族スイッチ」と「クローバー trèfle」を、『Kiss』にて「東京アリス」をそれぞれ連載した。
2021年5月から『オフィスユー』にて「星屑アンティーク」を、2023年7月から『モーニング』にて「箱庭モンスター 〜少女漫画家、ときどき紙袋〜」を連載中。

## 作品リスト
- 団地階段会談
- MIRACLE - 単行本全4巻
- 薔薇柄の欲しい年頃
- わたしの一番好きな人
- 天使に聞いて - 単行本全4巻、文庫版全2巻
- 天国の花 - 単行本全6巻、文庫版全4巻
- クローバー（1995年 - 2010年、『ぶ〜け』・『Cookie』・『コーラス』、集英社）- 単行本全24巻、文庫版全13巻
  - クローバー trèfle（2012年 - 2019年、『Cocohana』、集英社）単行本全10巻
  - クローバーmelodie（2021年[5] - 、集英社）単行本既刊3巻
- 東京アリス（2005年 - 2015年、『Kiss』、講談社）- 単行本全15巻
- 家族スイッチ（2010年 - 休載中、『コーラス』→『Cocohana』）- 単行本既刊4巻
- 月と指先の間（2015年 - 2018年、『Kiss』[6]） - 単行本全4巻
- 東京アリスgirly（2017年 - 2020年、『Kiss』、講談社）- 単行本全3巻
- 星屑アンティーク（2021年 - 2023年、『オフィスユー』2021年7月号[3] - 2023年9月号[7]、集英社）- 単行本既刊1巻
- 箱庭モンスター 〜少女漫画家、ときどき紙袋〜（2023年 - 2024年、『モーニング』2023年34号[4] - 2025年1号[8]、講談社）- 単行本全5巻

## その他
- ちやとり図鑑（イメージアルバム）
- アニバーサリー 〜デビュー25周年記念出版〜（イラスト集、河出書房新社）
- UHA坊や（UHA味覚糖のシンボルキャラクター）のキャラクターデザイン[9]